# Lucius Æmilius Paullus Macedonicus
Pour les articles homonymes, voir Aemilius Paullus.
Ne pas confondre avec Lucius Æmilius Paullus, dit Paul Émile, son père.
 (avril 2023).
Si vous disposez d'ouvrages ou d'articles de référence ou si vous connaissez des sites web de qualité traitant du thème abordé ici, merci de compléter l'article en donnant les références utiles à sa vérifiabilité et en les liant à la section « Notes et références ».
Lucius Æmilius Paullus Macedonicus ou Paul Émile le Macédonien était un général et homme d'État romain né vers 230 et mort en 160 av. J.-C., issu d'une illustre famille patricienne, fils de Paul Émile et père biologique de Scipion Émilien. Il remporta la victoire contre le royaume de Macédoine à Pydna en battant le roi Persée, ce qui mit fin à la dynastie des Antigonides. Paul-Émile est élu deux fois en tant que consul de la République romaine.

## Biographie

### Origines et famille
Né vers 229/228 av. J.-C., Paul-Émile est, avec Aemilia Tertia, l'un des deux enfants de Lucius Æmilius Paullus (Paul Émile), qui fut deux fois consul et fut tué à la bataille de Cannes en 216 av. J.-C.. La famille paternelle appartient à la gens Æmillia, une ancienne et puissante famille de patriciens. Le nom de sa mère est inconnu mais, malgré son veuvage, elle semble avoir tenu le rang familial, arrangeant notamment le mariage de sa fille avec Scipion, le vainqueur d'Hannibal.
Il semble en outre que Paul-Émile ait été, dans son âge adulte et jusqu'à sa mort, membre du collège des Augures.

### Cursus
Son cursus honorum est assez classique pour un citoyen de son extraction. Sans que les dates en soient connues, on sait qu'il a été trois fois tribun puis, en 195, questeur, sans qu'on connaisse là encore les détails de son action. En 194 av. J.-C. il est choisi comme l'un des triumvirs afin de fonder une colonie à Crotone. Après avoir effectué son service militaire, il est élu édile curule en 193 av. J.-C., engageant un programme de constructions publiques à Rome. Il se montre respectueux des coutumes et des lois, et la manière dont il exerce sa magistrature est appréciée d'un moraliste comme Plutarque, qui approuve notamment les nombreuses amendes qu'il inflige aux éleveurs. 
Élu préteur en 191 av. J.-C., il a pour la première fois l'occasion de se faire remarquer quand il est envoyé par le Sénat à la tête de la province d'Hispanie ultérieure, toujours en effervescence, avec des pouvoirs proconsulaires. Il y combat les Lusitaniens entre 191 av. J.-C. et 189 av. J.-C. ; il semble subir une défaite en 190 avant de remporter une écrasante victoire à l'issue de laquelle il se voit attribuer le titre d'imperator. À cette occasion, le Sénat commande des sacrifices en son honneur. 
Après plusieurs essais infructueux peut-être liés à une situation temporaire de disgrâce, Paul-Émile est élu consul pour la première fois en 182 av. J.-C. avec Cnaeus Baebius Tamphilus. En 181 av. J.-C. il est envoyé combattre les Ligures pour défendre la Méditerranée occidentale, où ces derniers pratiquent la piraterie. Il obtient le triomphe en les soumettant mais il leur impose des conditions de paix clémentes ; les Ligures se voient ainsi confisquer leur flotte et les remparts de leurs villes sont rasés.

### Guerre macédonienne
En 171 av. J.-C. éclate la troisième guerre macédonienne entre Rome et le royaume de Macédoine et son roi Persée de Macédoine. Les deux premières années de la guerre ne sont pas favorables aux Romains. En effet ces derniers, dirigés par Publius Licinius Crassus, sont vaincus à la bataille de Callinicum. Le Sénat romain fait alors appel à Paul-Émile pour régler le conflit macédonien. Il est élu consul pour la seconde fois en 169 av. J.-C. avec Gaius Licinius Crassus. Très rapidement, le 22 juin 168 av. J.-C., Lucius Æmilius Paullus remporte une victoire décisive à la bataille de Pydna.
Persée est fait prisonnier avec sa famille et la guerre prend fin. Suivant Plutarque, Paul-Émile, plutôt que de se saisir du trésor du souverain macédonien, s'empare de sa bibliothèque qu'il confie à ses fils pour qu'ils l'apportent à Rome, contribuant ainsi à la diffusion des ouvrages sur papyrus. En outre, il réclame aux Athéniens un peintre qui puisse immortaliser son triomphe ainsi qu'un philosophe qui puisse enseigner ses enfants : c'est le peintre et philosophe Métrodore qui lui est délégué. 
Afin de récompenser ses soldats, le Sénat ordonne au consul de les laisser piller les villes du royaume d'Épire, suspecté de sympathie envers les Macédoniens. Avant de rentrer à Rome, Paul-Émile, sur ordre du Sénat, ravage avec son armée soixante-dix villes d'Épire alliées à Persée, réduit près de 150 000 individus en esclavage et fait envoyer un millier de notables de la Ligue achéenne comme otages à Rome, au nombre desquels l'historien Polybe, qui se lie au fils aîné de Paul-Émile, Scipion Émilien. La Macédoine est divisée en quatre républiques, ses mines d'or et d'argent fermées et les possessions royales des Antigonides sont confisquées au profit du peuple romain.

### Triomphe
Le retour de Paul-Émile à Rome en 167 av. J.-C, est glorieux : il se voit accorder, pour fêter la victoire de Rome, un triomphe auquel ses soldats s'opposent en premier lieu pour exprimer leur mécontentement à propos de la manière dont ils sont traités par Paul-Émile, en réclamant une récompense plus importante. Le triomphe dure trois jours durant lesquels le consul vainqueur fait promener les restes du trésor d'Alexandre le Grand ainsi que Persée lui-même et sa famille.  
Le cortège part du Champ de Mars, passe par plusieurs lieux emblématiques avant de s'achever sur la colline du Capitole, devant le temple de Jupiter. Le défilé permet de montrer la supériorité de Rome face à l'ennemi macédonien, en exposant sur de nombreux chars, le premier jour des festivités, toutes les richesses prises à Persée. Le deuxième jour, ce sont les armes de l'ennemi vaincu qui ont leur place dans le cortège. Le troisième jour défilent cent vingt bœufs promis au sacrifice, le char de Persée avec son diadème, puis les enfants de Persée devenus esclaves ainsi que ses soldats ; venait ensuite Persée lui-même. Après les quatre cents couronnes envoyées par les ambassades à Paul-Émile en récompense, c'est ce dernier qui défila, fermant le cortège sur un char décoré et entouré de son armée, au son des trompettes et des chants. 
En signe de reconnaissance, le Sénat lui confère le surnom de Macedonicus. Le butin de Paul-Émile est si important qu'il permet de suspendre le tributum, impôt direct dont sont redevables tous les citoyens romains. 
En 164 av. J.-C. il est élu censeur. Quelques années plus tard, il tombe malade mais se rétablit en partant de Rome. Cependant, à son retour à Rome pour célébrer un sacrifice, il fait une rechute et meurt deux jours plus tard en 160 av. J.-C.

## Iconographie
- Le triomphe de Paul Émile, Gérard de Lairesse (1640-1711), musée de l'Art wallon, Liège.

### Sources antiques
- Plutarque, Vies parallèles [détail des éditions] [lire en ligne], Paul Émile.

### Recherche
- Alberto Barzano, « Biografia pagana come agiografia. Il caso della vita plutarchea di Lucio Emilio Paolo », dans RIL no 128, 1994, p. 403-424.
- (en) Adrian Goldsworthy, In the Name of Rome : The Men Who Won the Roman Empire, Yale University Press, 2016 (ISBN 978-0-300-22183-1), chap. III (« The Conqueror of Macedonia : Aemillius Paulus »), p. 79-108.
- Lora Holland, « Plutarch’s Æmilius Paullus and the Model of the Philosopher Statesman », dans L. de Blois et al. (eds.)  The Statesman in Plutarch’s Works. Proceedings of the Sixth International Conference of the International Plutarch Society, vol. II : The Statesman, dans Plutarch’s Greek and Roman Lives, Leiden 2005, p. 269-279.
- Sophie Montel, Les offrandes exposées dans le sanctuaire d'Apollon de Delphes : célébration et représentation de l'actualité, 26 octobre 2006 (lire en ligne).
- (en) William Reiter, Aemilius Paullus. Conqueror of Greece, Croom Helm, 1988 (ISBN 978-0-7099-4285-6).
- Renaud Robert, « Les funérailles macédoniennes et le triomphe de Paul-Émile », Mélanges de l'école française de Rome, vol. 121, no 2,‎ 2009, p. 407–430 (lire en ligne, consulté le 17 avril 2023).
- Michael J. Taylor, « The Battle Scene on Aemilius Paullus's Pydna Monument: A Reevaluation », Hesperia: The Journal of the American School of Classical Studies at Athens, vol. 85, no 3,‎ 2016, p. 559–576 (ISSN 1553-5622, lire en ligne, consulté le 17 avril 2023).
- Manuel Tröster, « ¿Una especie de hagiografía? Plutarco y la tradición histórica en la Vida de Emilio Paulo », Gerión vol. 28, no 1, 2010, p. 193-206.
- Manuel Tröster, « Plutarch and Mos Maiorum in the Life of Æmilius Paullus », Ancient Society no 42, 2012, p. 219-254.
- Rosanna Vianoli, « Carattere e tendenza della tradizione su L. Emilio Paolo », dans M. Sordi (éd.), Contributi dell’Istituto di storia antica, vol. I, Milan 1972, p. 78-90.